# República Centro-Africana nos Jogos Olímpicos de Verão de 1984
A República Centro-Africana competiu nos Jogos Olímpicos de Verão de 1984 em Los Angeles, Estados Unidos.  Foram 16 anos desde a última aparição do país nas Olimpíadas, em 1968.

## Results by event

### Atletismo
Maratona masculina
- Adolphe Ambowodo — 2:41:26 (→ 70º lugar)